# Cornelis Wouters

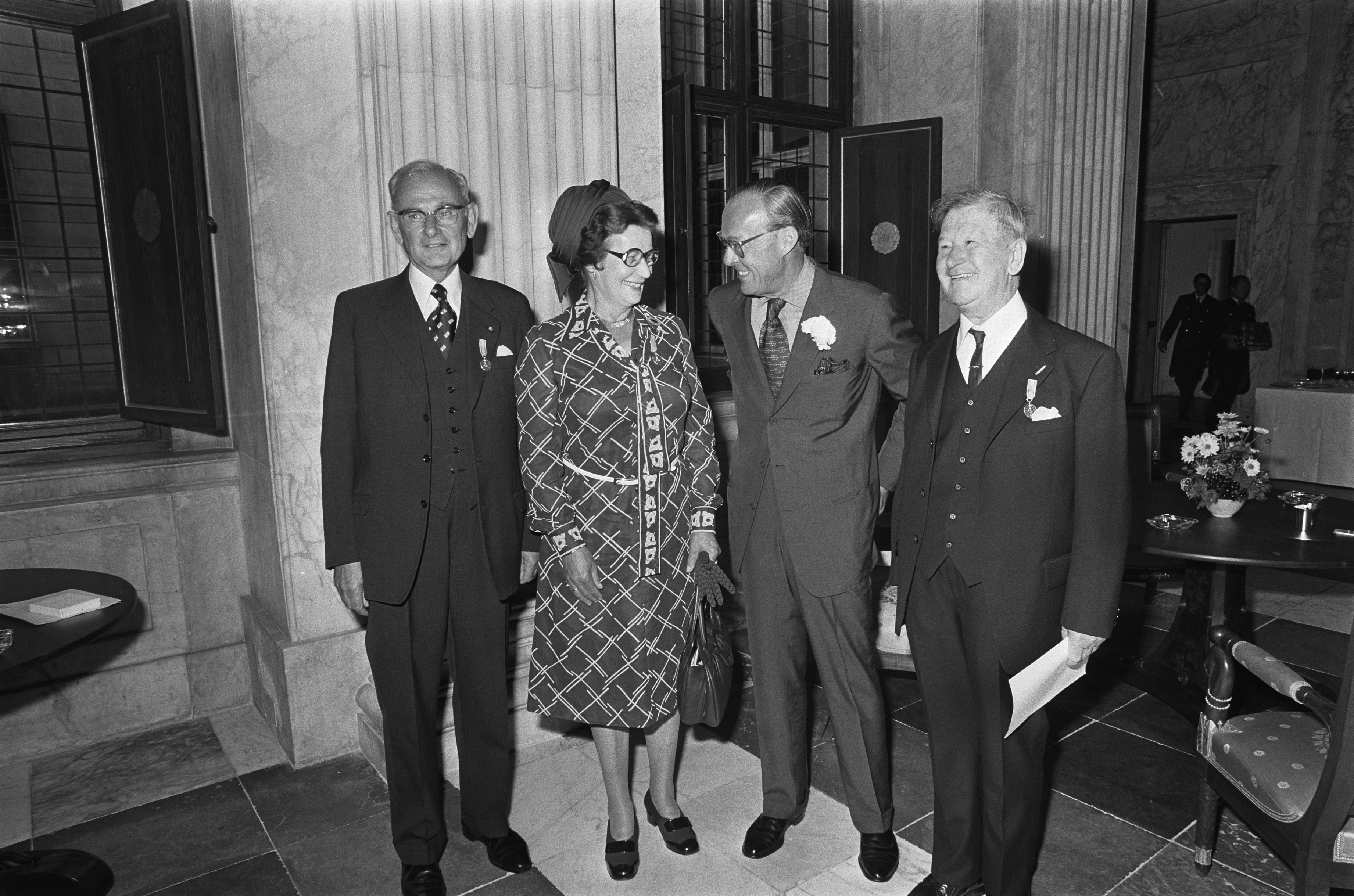
Rechts: Cornelis wouters in 1975

Cornelis Willebrordus Wouters (Waspik, 18 augustus 1896 – Brunssum, 20 januari 1978) was een Nederlands boekhouder.

## Leven
Hij was zoon van Petronella Timmers en klompenmaker en latere stationschef Lambertus Wouters. Hijzelf trouwde in 1923 als boekhouder met Adriana van der Berg.
C.W. Wouters werkte jarenlang bij het Centraal Beheer van de Staatsmijnen in Limburg. Hij zou daar een talenknobbel hebben laten zien, die hem in 1949 naar Australië bracht. Hij woonde daar in de steden Perth, Melbourne, Sydney alvorens hij weer in Brunssum neerstreek; hij leefde er nog maar kort. In Australië spande hij zich in voor de daarheen geëmigreerde gemeenschappen aldaar en met name op het gebied van de taal. Hij werkte er als vertaler bij overheidsinstantie Commonwealth Scientific and Industrial Research Organisation (CSIRO). Hij zou er tot zijn 65-ste werken en begon vervolgens een privévertaaldienst. Ondertussen spande hij zich in voor de Nederlandse gemeenschap in New South Wales, Good Neighbour Council (Raad voor Goede Buren) en Catholic Dutch Migrant Association (CDMA) en haar verenigingsblad. Hij promootte de studie Nederlands aan de Universiteit van Melbourne (een leerstoel kwam er niet) en richtte een Nederlandse Volksdansgroep op. Voorts was hij betrokken bij de Australische rechtspraak ten opzichte van Europese immigranten; hij constateerde dat ze veelal behandeld werden als tweederangsburgers.

## Eerbetonen
In Canberra werd hij uitgeroepen tot burger van het jaar (1960), in Nederland kreeg hij de ANV-Visser Neerlandiaprijs (1963) en kreeg de Orde van de Keten van Sint-Agatha van de Paternò (1969). Hij werd in 1971 benoemd tot ridder in de Orde van Oranje-Nassau en kreeg in dat jaar ook de Zilveren Anjer opgespeld. Italië benoemde hem in de ridderorde van de Ster van Italiaanse Solidariteit.